# Richard Lange (Bildhauer)
Richard W. Lange (* 1879 in Deutschland; † 1944) war ein deutscher Bildhauer.

## Leben
Lange studierte Kunst und Bildhauerei in Nürnberg, Berlin und Rom. Er war bekannt für seine chryselephantinen Bronze- und Elfenbeinarbeiten im Stil des Art déco, die deutsche Kulturthemen verkörperten.
Seine Bronzen wurden unter anderem von der Berliner Bildgießerei Rosenthal & Maeder handwerklich umgesetzt, später (nach deren Übernahme 1929) von Preiss & Kassler. Er formgestaltete auch einige Tischleuchten, darunter den Blumenjungen und die Fallschirmspringerin.

## Werke (Auswahl)
- Malteser Ritter, 1920
- Nackter Knabe mit einem Vogel auf der Hand
- Frauenakt mit Degen
- Kreuzritter, 1920
- Schreitender Fasan
- Nathan der Weise
- Reiterin
- Ballerina
- Mohrenjunge, einen Brief auf einem Tablett tragend
- Frauenakt mit Helm
- Stehender Goldfasan
- Patriarch, 1914
- Mädchen mit Reifen
- Königin der Nacht
- Wintermode
- Flöte spielender Faun, um 1910